# 西馬里昂 (北卡羅萊納州)
西馬里昂（英語：West Marion）是位於美國北卡羅萊納州麥克道威縣的普查規定居民點。

## 人口
根據2020年美國人口普查的數據，西馬里昂的面積為3.84平方千米，皆為陸地。當地共有人口1226人，而人口密度為每平方千米319.27人。